# Listes des films du Boulevard du Cinéma à Potsdam

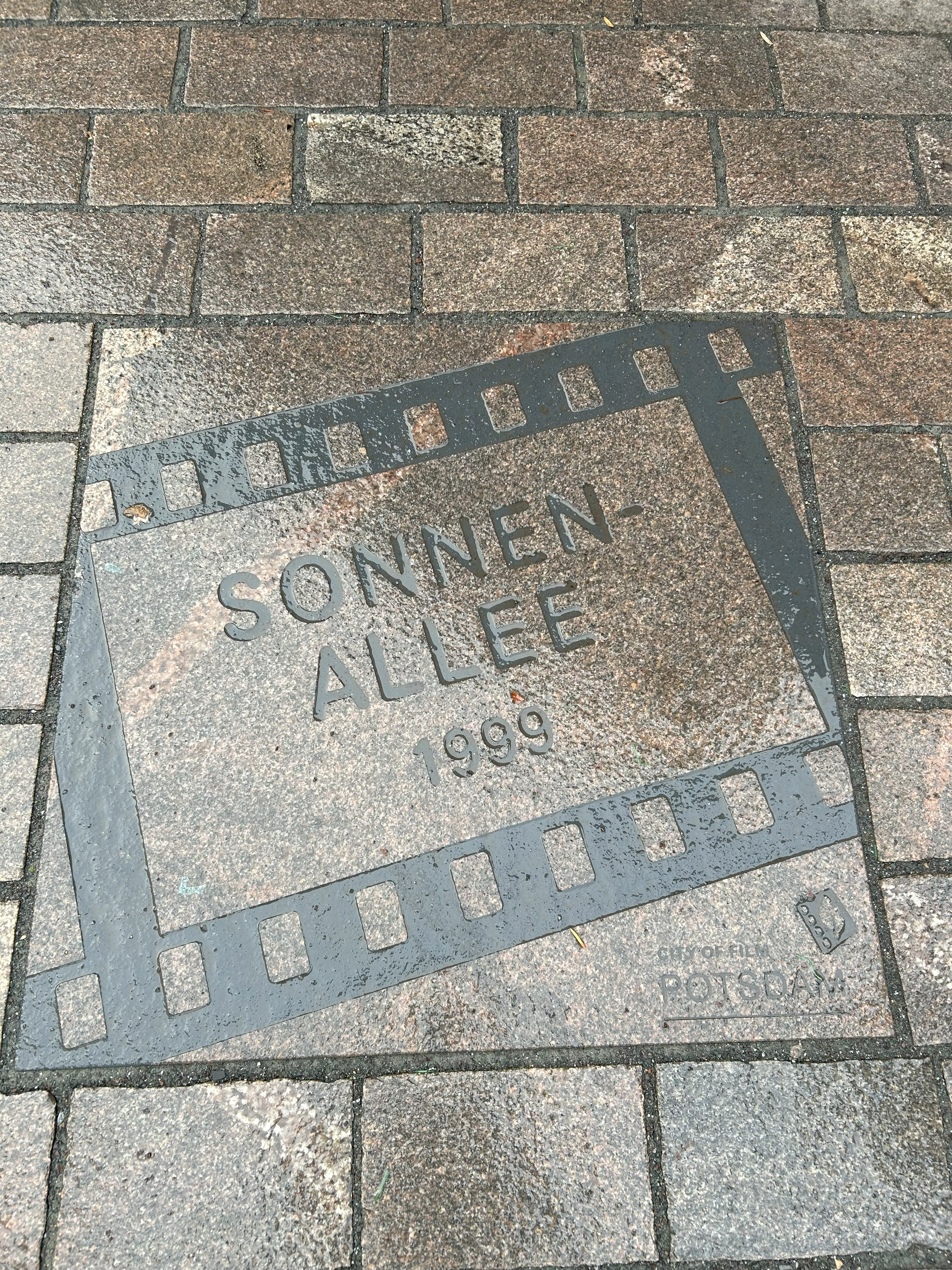
Plaque du film Sonnenallee, Potsdam, Brandenburger Straße.

Le Boulevard du Cinéma à Potsdam, la capitale du Brandebourg en Allemagne, est une « promenade des films célèbres » tournés soit dans les studios de Babelsberg, soit dans la ville et la région de Potsdam, soit les deux.
Depuis 2019, Potsdam est  la première ville allemande à porter le titre de Ville créative UNESCO cinéma,. Le Boulevard du Cinéma dans la zone piétonnière de la Brandenburger Straße souligne, avec 55 titres, l'importance particulière du cinéma pour Potsdam, à commencer par le rayonnement international des studios de Babelsberg jusqu’à ce jour. Il rappelle le Hollywood Walk of Fame   de Los Angeles par l’usage d’une plaque encastrée dans le nouveau pavage de la rue qu’arpentent tous les jours les locaux et les touristes, immortalisant non pas les acteurs, mais les films sans faire mention du réalisateur ou des acteurs.
Un jury d'experts a choisi parmi les œuvres de différentes périodes de création cinématographique des films qui ont été tournés, produits ou présentées dans la région.
La sélection s'est faite sur la base de plusieurs critères cumulés ou non comme la pertinence sociale, la valeur technique ou artistique pour le monde du cinéma, le succès auprès du public et des professionnels ou encore l'importance des productions pour le site cinématographique de Potsdam. Chaque période est caractérisée par une police de caractère spécifique pour le titre et l’année sur la plaque commémorative afin de resituer le film dans son époque respective :
- Ed’s Market pour l’époque impériale
- Bodegas Sans pour la république de Weimar
- Alegreya pour la période nazie
- Gill Sans Nova pour la DEFA en RDA
- Scheme pour la période contemporaine

En 2024, les dix premières dalles du Boulevard du Cinéma ont été posées dans ce cadre. Le Boulevard s'étendra sur l'ensemble de la rue piétonnière.

Les films immortalisés par une plaque dans le pavage de la rue de Brandebourg de Potsdam sont les suivants :

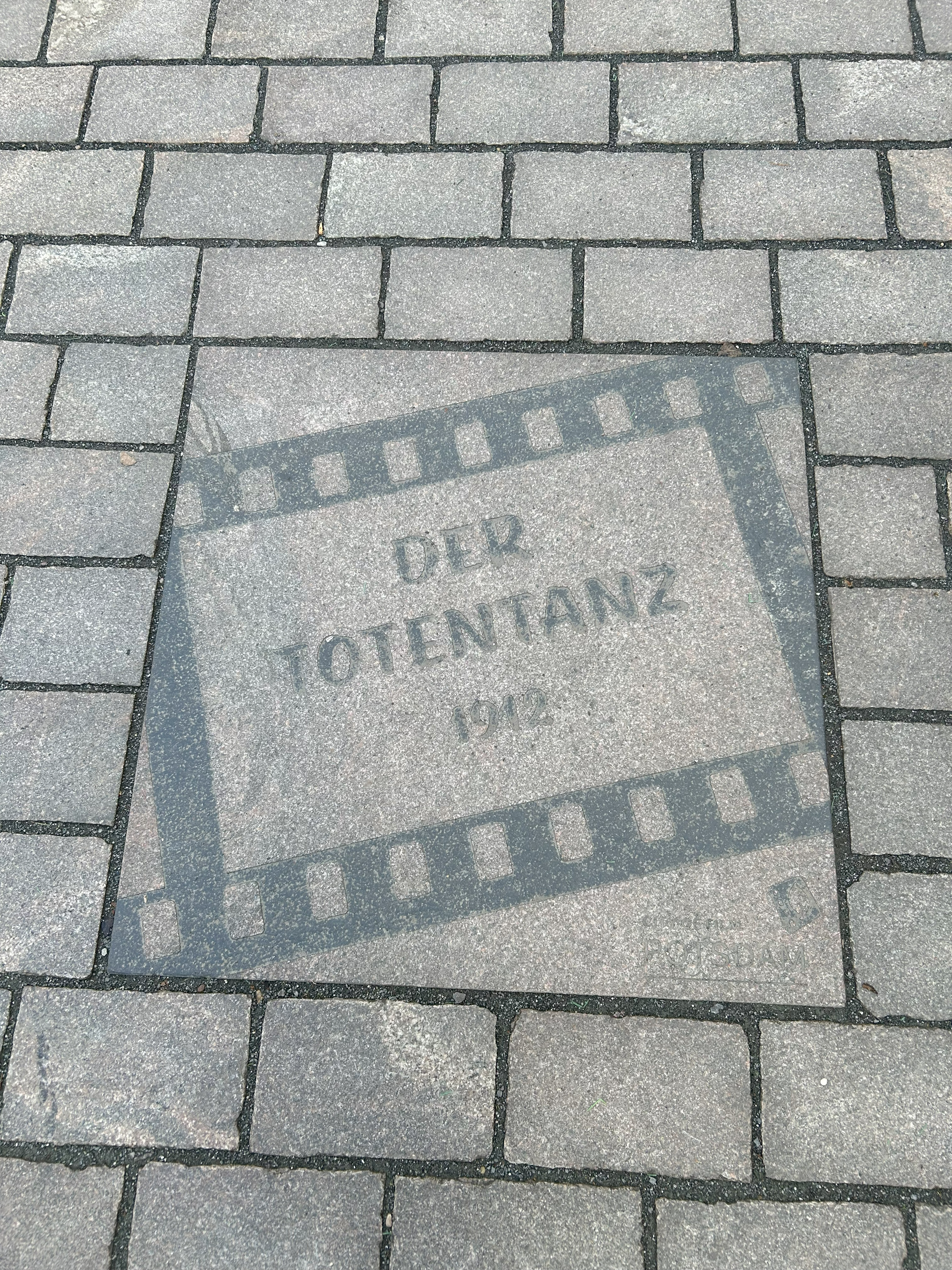
Plaque du film Der Totentanz 1912, Potsdam, Brandenburger Straße.

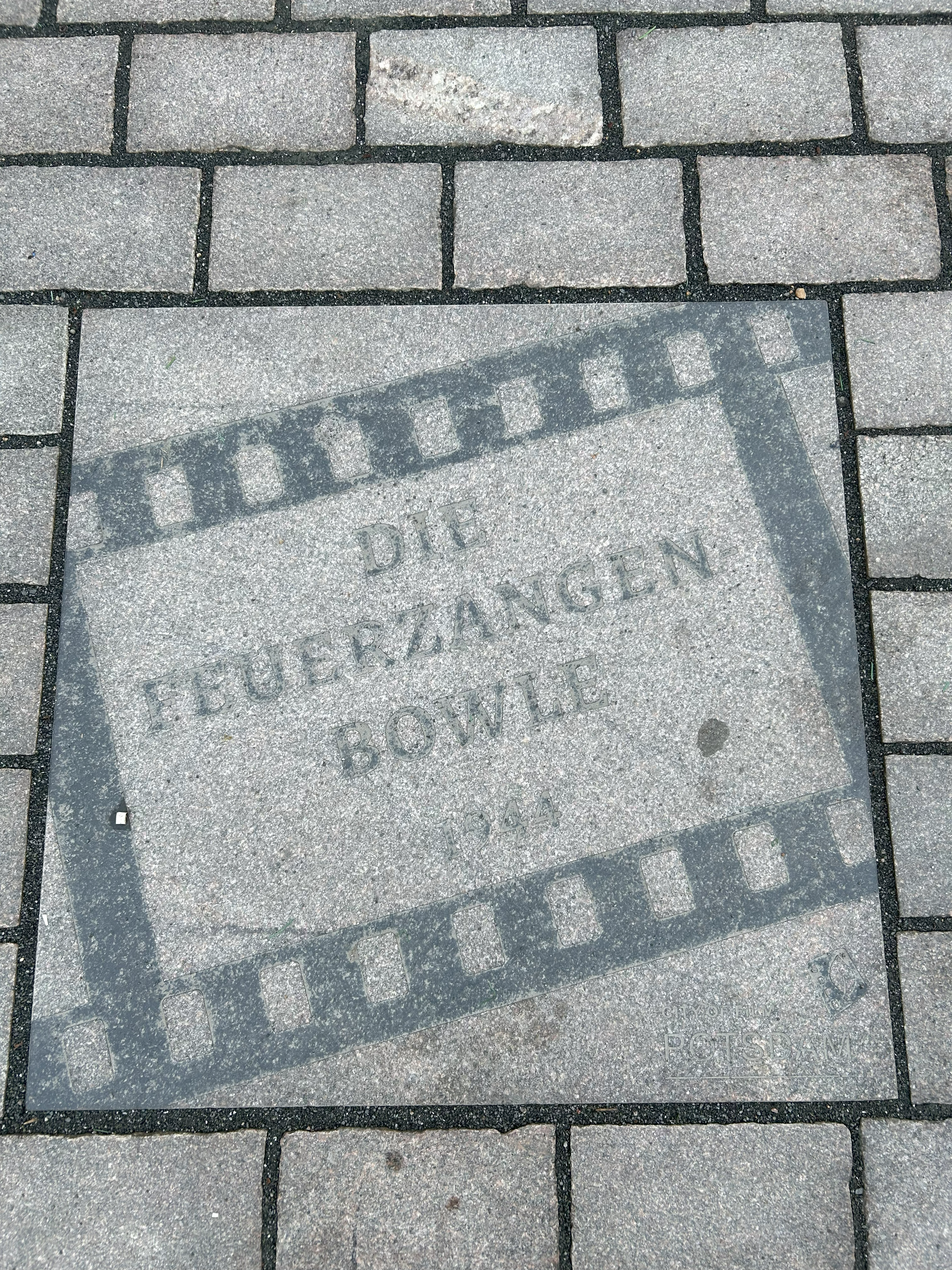
Plaque du film Ce diable de garçon 1964, Potsdam, Brandenburger Straße.

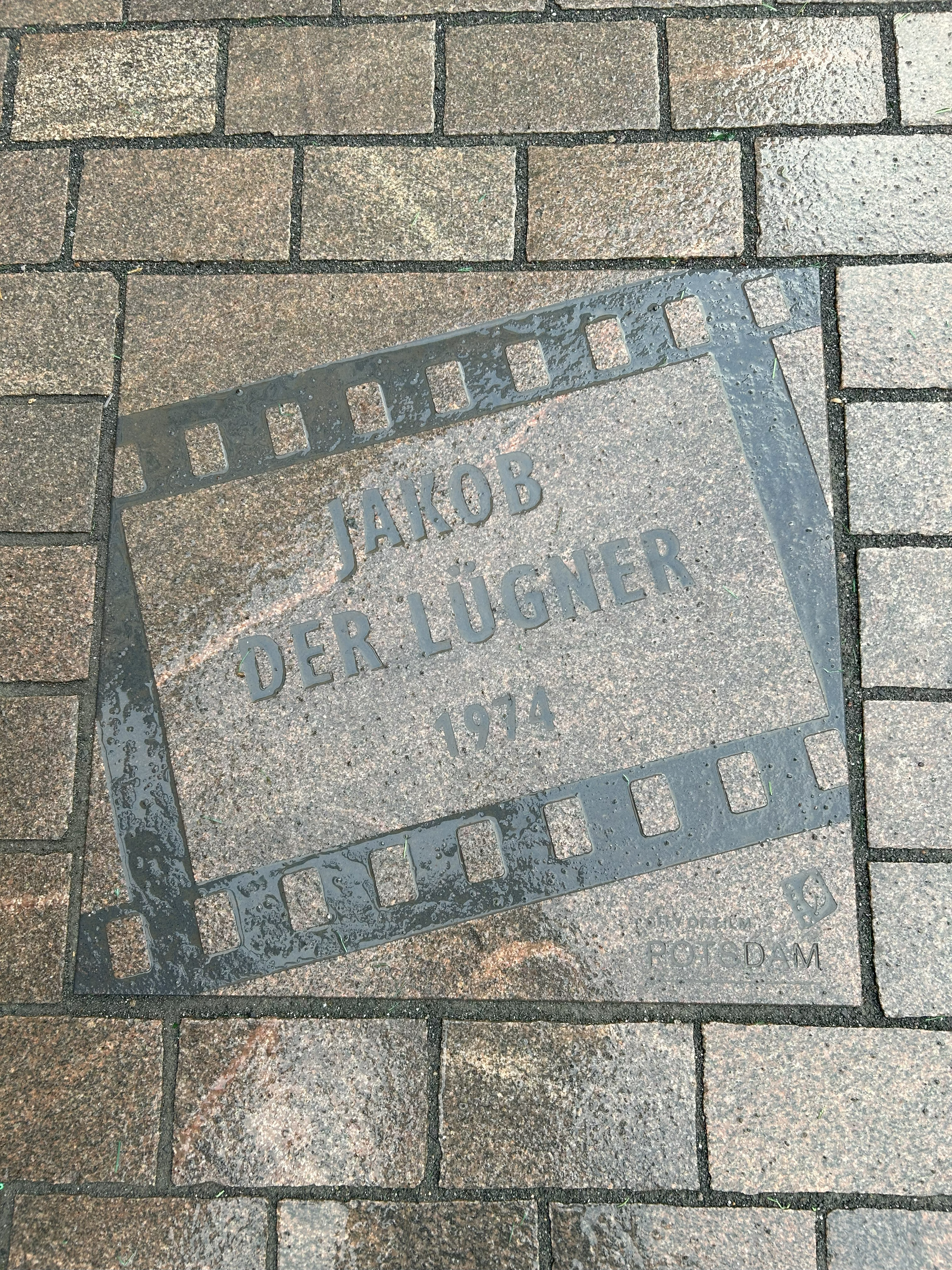
Plaque du film Jacob le menteur, 1974, Potsdam, Brandenburger Straße.

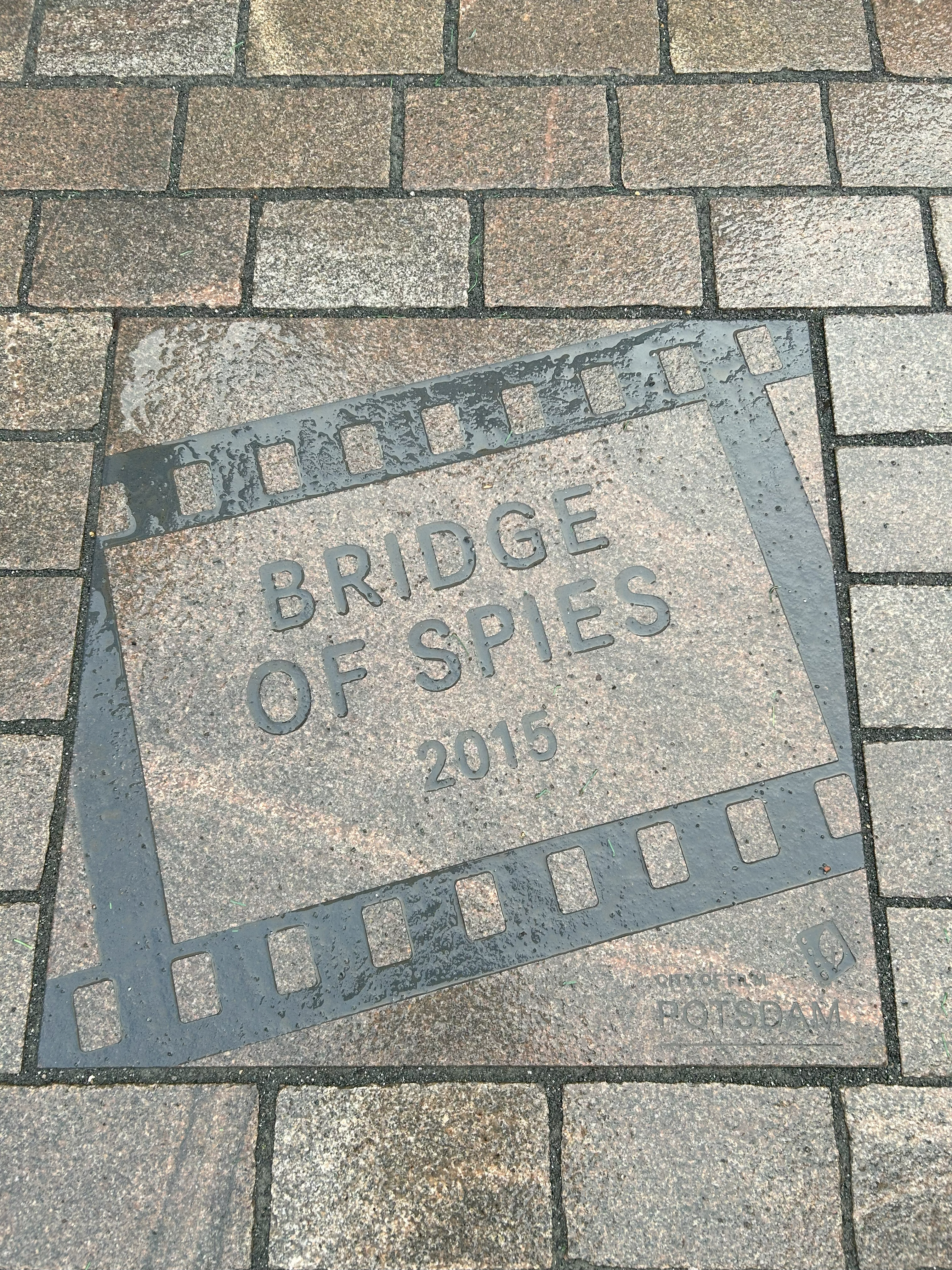
Plaque du film Bridge of Spies 2015, Potsdam, Brandenburger Straße.

| Période de l'Empire allemand |
| ---------------------------- |
| Der Totentanz (de) 1912      |
| Der Student von Prag 1913    |

| Pendant la république de Weimar       |
| ------------------------------------- |
| Madame Dubarry 1919                   |
| Fridericus rex 1922                   |
| Die Nibelungen 1924                   |
| Der letzte Mann 1924                  |
| Die Abenteuer des Prinzen Achmed 1926 |
| Metropolis 1927                       |
| Die Drei von der Tankstelle 1930      |
| Der blaue Engel 1930                  |
| Emil und die Detektive 1931           |
| Mädchen in Uniform 1931               |
| Der Kongreß tanzt 1931                |

| Période nazie                            |
| ---------------------------------------- |
| Amphitryon 1935                          |
| Frauen sind doch bessere Diplomaten 1941 |
| Münchhausen 1943                         |
| Die Feuerzangenbowle 1944                |
| Unter den Brücken 1944-45                |

| Pendant la RDA et la DEFA                             |
| ----------------------------------------------------- |
| Die Mörder sind unter uns 1946                        |
| Potsdam baut auf (de) 1946                            |
| Das kalte Herz 1950                                   |
| Der Untertan 1951                                     |
| Die Geschichte vom kleinen Muck 1953                  |
| Du und mancher Kamerad 1956                           |
| Der geteilte Himmel 1964                              |
| Das Kaninchen bin ich 1964-65                         |
| Die Söhne der großen Bärin 1966                       |
| Jahrgang 45 1966                                      |
| Heißer Sommer (de) 1967                               |
| Spur der Steine 1966                                  |
| Ich war neunzehn 1968                                 |
| Der Dritte 1972                                       |
| Eolomea 1972                                          |
| Die Legende von Paul und Paula 1973                   |
| Drei Haselnüsse für Aschenbrödel 1974                 |
| Jakob der Lügner 1974                                 |
| Bis daß der Tod euch scheidet 1979                    |
| Solo Sunny 1980                                       |
| Das Fahrrad 1982                                      |
| Moritz in der Litfaßsäule (de) 1983                   |
| Die Frau und der Fremde 1984                          |
| Hinter den Fenstern (de) 1984                         |
| Coming out 1989                                       |
| Im Durchgang – Protokoll für das Gedächtnis (de) 1990 |
| Verriegelte Zeit (de) 1991                            |

| Période contemporaine           |
| ------------------------------- |
| Sonnenallee 1999                |
| Duell – Enemy At the Gates 2001 |
| Der Pianist 2002                |
| V wie Vendetta 2005             |
| Der Vorleser 2008               |
| Inglourious Basterds 2009       |
| Halt auf freier Strecke 2011    |
| The Grand Budapest Hotel 2014   |
| Bridge of Spies 2015            |
| Babylon Berlin (Saison 1) 2017  |